# Mohamed Bajrafil
Kassim Mohamed-Soyir Bajrafil, dit Mohamed Bajrafil, né le 25 mars 1978 à Moroni, aux Comores, est un théologien, linguiste, essayiste et ancien imam franco-comorien. Il est secrétaire général du Conseil théologique musulman de France (CTMF).[réf. nécessaire] Mohamed Bajrafil a été initié au soufisme dans le cadre familial. Il est actuellement Ambassadeur et Délégué permanent de l'union des Comores auprès de l'Unesco.

## Biographie
(décembre 2019).

### Imam
Mohamed Bajrafil naît aux Comores. Selon ses propos, son père est Mouhammad Soighir, enseignant en disciplines religieuses dans l'école de jurisprudence sunnite chaféiste,,. Il est dès son enfance formé par celui-ci aux savoirs islamiques, qu'il étudiera jusqu'à son BAC littéraire en 1998 aux Comores. Il mène, ainsi, aux Comores, une double formation en collège et lycée (du CP à la Terminale en français) et en disciplines islamiques, où il reçoit des enseignements en fiqh (jurisprudence islamique), dans le soufisme (spiritualité musulmane), en poésie liturgique (madîh en arabe) et en exégèse, de son père, en grammaire classique arabe, de Abû Bakar Djamalullayl, et en règles de lettres du coran auprès du poète d'expression arabe Soilih Boina Hammadi. Il est initié aussi à la confrérie soufie Ba 'Alawiyya (en) (au Yémen) par son père et, surtout, son oncle Fadl Ibn Abdillah.[réf. nécessaire]
En parallèle, il est désigné imam pour prononcer le sermon du vendredi dans la mosquée de Corbeil-Essonnes, devient ensuite imam à la mosquée de Vigneux-sur-Seine. Il devient ensuite prédicateur dans la mosquée Annour (« la lumière ») d'Ivry-sur-Seine, dans le Val-de-Marne,,.
Il est[Quand ?] secrétaire général du conseil théologique de l'association Musulmans de France,.
En 2018, il intègre la chaîne française Ère TV comme présentateur d'un programme.[réf. nécessaire]
En 2020, Bajrafil cesse d'être imam, estimant qu'il subit du harcèlement à cause de son opposition au Conseil français du culte musulman,.

### Linguiste
En 1999, il vient en France pour ses études supérieures, et s'installe à Combs-la-Ville en Seine-et-Marne, où il est désigné imam la même année. Il obtient à l'université Paris 7 Diderot, où il est exclusivement formé, un DEUG en lettres modernes, une licence et une maîtrise en sciences du langage, ainsi qu'un DEA et un doctorat en linguistique.[réf. nécessaire]
Auteur de plusieurs articles et poèmes publiés, dans différents médias, notamment comoriens[réf. souhaitée]
Il donne des cours de LV3 arabe à l’université Paris-Est-Créteil-Val-de-Marne,,, et est chargé du cours de traduction approfondie des médias de l'arabe vers le français et du français vers l'arabe, à l’université Panthéon-Assas. Il est aujourd'hui[Quand ?] professeur de lettres et d'histoire en lycée professionnel à Paris, chercheur associé au laboratoire de linguistique formelle (UMR 7110 CNRS-Paris 7), et chargé du cours de géopolitique des religions au Centre universitaire de formation et de recherche à Mayotte,.
Les auteurs de chevet de Mohamed Bajrafil sont Gaston Bachelard, Émile Durkheim et le Nietzsche du Crépuscule des idoles.

## Soutiens et critiques
Pour Michaël Privot, islamologue militant pour un « islam européen », « on manque de gens comme Tareq Oubrou, comme Rachid Benzine ou Mohamed Bajrafil qui ont un discours qui essaie d’apporter quelque chose. »
En novembre 2016 le prédicateur Tariq Ramadan, défenseur de l'héritage de son grand-père Hassan el-Banna (fondateur de la confrérie des Frères musulmans), fait son éloge : « Voir apparaître aujourd'hui une relève de la qualité de mes jeunes frères Mohamed Bajrafil et Marwan Muhammad est juste apaisant, réconfortant et énergisant. »
Pour la journaliste de France info Angélique Le Bouter, il s'oppose tant aux simplismes du salafisme qu'aux critiques de l'Islam tel Éric Zemmour.
Selon l'essayiste Alexandre del Valle — qui, selon les auteurs du livre OPA sur les Juifs de France, demeure lié à la « mouvance identitaire » —, Mohamed Bajrafil tiendrait « des discours ambigus et parfois même doubles, notamment dans son appréciation des Frères musulmans et de sa vision de la charia officielle,. »
Selon un collectif que le magazine Marianne présente comme des « républicains laïques et d'un groupe d'intellectuels militants issu des milieux libertaires » souhaitant garder l'anonymat, Bajrafil se serait « déclaré disciple de Youssef Al-Qaradawi, principal théologien des Frères musulmans » alors qu'il travaillerait avec Hakim El Karoui au projet d'Association musulmane pour un islam de France (AMIF), soutenu par le ministère de l'Intérieur.

## Publications
- Islam de France, l'an I : il est temps d'entrer dans le XXIe siècle, éditions Plein Jour, 152 p., 24 septembre 2015
- La Morphologie du nom : le cas du shingazidja (ou grand-comorien), éditions Komedit, 248 p., 16 mars 2017
- Réveillons-nous ! Lettre à un jeune Français musulman, éditions Plein Jour, 200 p., 16 février 2018
- L'Attestation de foi : la Shahada, éditions AlBouraq, 112 p., 12 décembre 2018

## Annexe